# Günzenhausen (Eching)
Günzenhausen ist ein Gemeindeteil der Gemeinde Eching im Landkreis Freising in Oberbayern. Das Dorf liegt circa drei Kilometer nordwestlich des Hauptortes Eching.

## Geschichte
Günzenhausen wird erstmals in einer Urkunde aus dem Jahr 845 als Cucinhusir erwähnt. Das benachbarte Ottenburg war eine geschlossene Hofmark des Hochstifts Freising, zu der auch Günzenhausen bis zum Jahr 1803 gehörte. Der Dreißigjährige Krieg verschonte auch das Gebiet von Günzenhausen und Ottenburg nicht. Viele Anwesen wurden damals gebrandschatzt. Günzenhausen war seit der Gemeindegründung durch das bayerische Gemeindeedikt 1818 eine selbstständige Gemeinde mit den Orten Deutenhausen, Hörenzhausen und Ottenburg. Im Zuge der Gebietsreform wurde am 1. Januar 1978 der größere Teil des Orts in die Gemeinde Eching eingegliedert, während der Gemeindeteil Hörenzhausen nach Fahrenzhausen umgegliedert wurde.

## Sehenswürdigkeiten
Das Ortsbild wird geprägt von der Kirche St. Laurentius. Der mittelalterliche Saalbau mit polygonalem Chorabschluss und Chorflankenturm mit Zwiebelhaube stammt im Kern aus dem 15. Jahrhundert. Sie ist Filialkirche der Pfarrkirche St. Stephan in Fürholzen und gehört zum Pfarrverband Massenhausen.